# Ruschianthemum gigas
Ruschianthemum gigas är en isörtsväxtart som först beskrevs av Moritz Kurt Dinter, och fick sitt nu gällande namn av Hans Christian Friedrich. Ruschianthemum gigas ingår i släktet Ruschianthemum och familjen isörtsväxter. Inga underarter finns listade i Catalogue of Life.